# Adidas Rockstars 2016
Adidas Rockstars 2016 byl další ročník mezinárodních závodů v boulderingu třídy masters, který se uskutečnil o víkendu 24. září ve Stuttgartu. Závodilo zde 70 závodníků z 22 zemí.

## Výsledky superfinále
|    | muži                      | ženy                          |
| -- | ------------------------- | ----------------------------- |
| 1. | Tomoa Narasaki Japonsko   | Janja Garnbret Slovinsko      |
| 2. | Jan Hojer Německo         | Jessica Pilz Rakousko         |
| 3. | Čon Džong-won Jižní Korea | Miho Nonaka Japonsko          |
| 4. | Alban Levier Francie      | Staša Gejo Srbsko             |
| 5. | Rustam Gelmanov Rusko     | Petra Klingler Švýcarsko      |
| 6. | Jernej Kruder Slovinsko   | Leah Crane Spojené království |
| 7. | —                         | Akijo Noguči Japonsko         |
| 8. | —                         | Mina Markovič Slovinsko       |